# فيلا مرسيدس (سان لويس)
فيلا مرسيدس، سان لويس (مدينة) (بالإسبانية: Villa Mercedes, San Luis)‏ هي منطقة سكنية تقع في الأرجنتين في General Pedernera Department. يقدر عدد سكانها بـ 96,781 نسمة .

## أعلام
- خوسيه ماريا غاتيكا
- خوسيه لوبيز
- بابلو أغيلار